# Гермиона (мифология)
Гермио́на (др.-греч. Ἑρμιόνη) — в древнегреческой мифологии дочь царя Спарты Менелая и Елены. Ей было девять лет, когда Елена отправилась в Трою.
Согласно Гомеру, отец её выдавал замуж за Неоптолема. В другой традиции считалось, что она была ранее обручена Тиндареем с Орестом. По Еврипиду, пыталась повеситься, но ей помешали. Либо жена Ореста, её пытался похитить Неоптолем, либо жена Неоптолема, затем Ореста. Её статуя в Дельфах — дар лакедемонян. Мать Тисамена.
Действующее лицо трагедии Софокла «Гермиона» (фр. 202 Радт), трагедий Еврипида «Орест» и «Андромаха», Феодора «Гермиона», трагедий Ливия Андроника и Пакувия «Гермиона». Овидий сочинил письмо Гермионы Оресту (Героиды VIII). В Новом времени — персонаж «Андромахи» Расина и лирической трагедии Россини «Гермиона» (1819).
В честь Гермионы назван астероид (121) Гермиона, открытый в 1872 году.
Также в честь неё названа главная героиня драмы Шекспира «Зимняя сказка», в честь которой получила имя одна из главных героинь серии книг «Гарри Поттер» Гермиона Грейнджер. Героиня с таким именем фигурирует также в сатирической повести Аркадия и Бориса Стругацких «Второе нашествие марсиан».